# 잭 러빈
재커리 토머스 "잭" 러빈(영어: Zachary Thomas "Zach" LaVine, 1995년 3월 10일~)은 미국의 농구 선수로 포지션은 슈팅 가드와 스몰 포워드이다. 현재 전미 농구 협회(NBA)의 시카고 불스 소속으로 뛰고 있으며 2014년 NBA 드래프트 1라운드에서 전체 13위로 미네소타 팀버울브스에게 지명되었다. 슬램덩크 콘테스트에서 2회 우승했으며 2021년과 2022년에 NBA 올스타로 선정되었다.
국제 대회에 미국 대표팀 선수로 활약하여 도쿄에서 열린 2020년 하계 올림픽에서 금메달을 획득했다.